# Eidomene (Mythologie)
Eidomene (altgriechisch Εἰδομένη Eidoménē) ist eine Person der griechischen Mythologie.
Sie erscheint in der Bibliotheke des Apollodor als Tochter des Pheres und als Gattin des Amythaon, von dem sie die Söhne Bias und Melampus bekommt. In einer anderen Stelle der Bibliotheke wird sie im Zusammenhang mit ihrem Sohn, dem Seher Melampus, als Tochter des argivischen Königs Abas genannt.